# Final Resolution (2013)
Final Resolution (2013) (também chamado de Impact Wrestling: Final Resolution) foi um evento de wrestling profissional realizado pela Total Nonstop Action Wrestling, que ocorreu no dia 3 de dezembro de 2013 (que foi exibido em 19 de dezembro de 2013) no Impact Wrestling Zone na cidade de Orlando, Flórida. Esta foi a décima edição da cronologia do Final Resolution. Ao contrário das edições anteriores, este evento não foi realizado em formato de pay-per-view, mas sim como uma edição especial do Impact Wrestling exibido pela Spike TV.

## Antes do evento

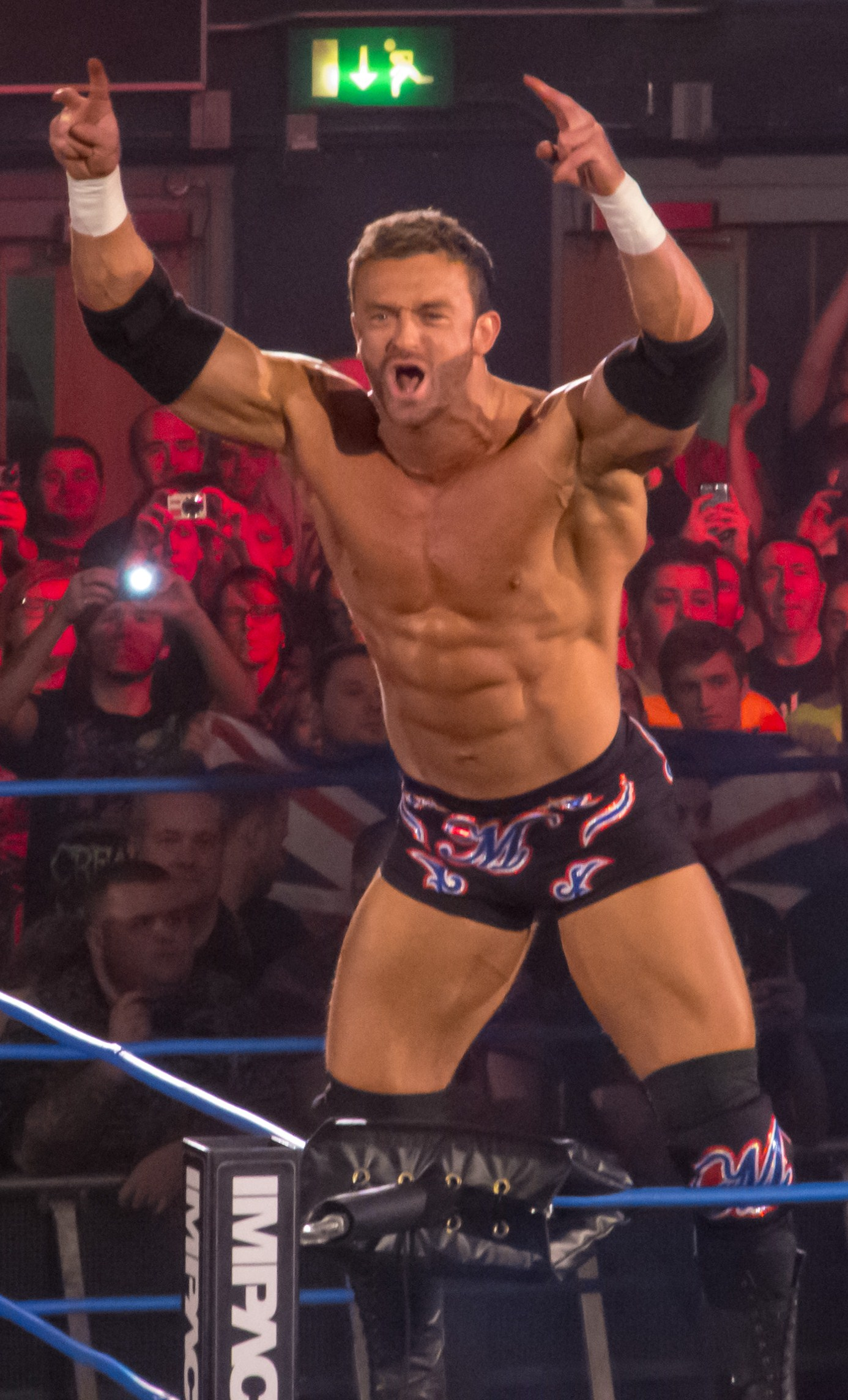
Cenas da Luta

Impact Wrestling: Turning Point teve lutas de wrestling profissional envolvendo diferentes lutadores com rivalidades e storylines pré-determinadas. Os lutadores interpretaram um vilão ou um mocinho seguindo uma série de eventos para gerar tensão, culminando em várias lutas.
Após a presidente da TNA Dixie Carter vagar o TNA World Heavyweight Championship em 29 de outubro, um torneio de oito lutadores foi anunciando para coroar o novo campeão. As lutas eliminatórias foram realizadas nos Impact Wrestlings de 7, 14 e 21 de novembro e em 5 de dezembro de 2013, com cada estipulação de combate sendo decidida na "Wheel of Dixie", uma roleta com várias estipulações diferentes. Jeff Hardy e Magnus chegaram as finais, e após Kurt Angle destruir a "Wheel of Dixie" no Impact Wrestling de 12 de dezembro, Carter anunciou que a final que aconteceria no Final Resolution seria realizada sob as regras de uma luta "dixieland" — que consiste em escapar de uma jaula de aço e subir em uma escada no topo da rampa de entrada para pegar o título pendurado.
No Bound for Glory, Kurt Angle foi derrotado por Bobby Roode, sofrendo uma convulsão após o termino do combate. Nos meses seguintes, Angle e Roode continuaram trocando insultos e agressões, chegando ao ponto de Roode atacar Angle durante uma luta last man standing contra Magnus pelas semifinais do torneio pelo TNA World Heavyweight Championship, dando a vitória a este. Na semana seguinte, após Angle afirmar que poderia derrotar Roode duas vezes numa mesma noite, Roode novamente o atacou anunciando uma luta de duas quedas entre ambos no Final Resolution.
Após Gail Kim vencer o Women's Knockout Championship contra ODB e Brooke com a ajuda de Lei'D Tapa no Bound for Glory, Kim afirmou que não havia mais concorrência na TNA e lançou um desafio para todas as mulheres de fora da TNA. Nas semanas seguintes, Kim derrotou uma série de lutadoras do circuito independente. No Impact Wrestling de 12 de dezembro, ODB aceitou o desafio de Kim, mas foi atacada por Tapa e na sequência por Kim. Porém, a retornada Madison Rayne veio em seu socorro. No mesmo dia foi anunciada uma luta de duplas entre ODB e Rayne contra Kim e Tapa para o Final Resolution.

## Resultados
| No. | Lutas | Estipulações                                                                               | Duração |
| --- | --- | ------------------------------------------------------------------------------------------ | ------- |
| 1   | Bobby Roode derrotou Kurt Angle por 2-1 - Roode derrotou Angle (1-0) - Angle derrotou Roode (1-1) - Roode derrotou Angle (2-1) | Luta de duas quedas                                                                        | 14:47   |
| 2   | ODB e Madison Rayne derrotaram Gail Kim e Lei'D Tapa                                                                           | Luta de duplas                                                                             | 05:45   |
| 3   | Magnus derrotou Jeff Hardy | Luta "Dixieland" válida pela final do torneio pelo vago TNA World Heavyweight Championship | 17:45   |

### Torneio pelo vago TNA World Heavyweight Championship
|  | Quartas de Final                | Quartas de Final | Quartas de Final                   |             |       | Semifinais         | Semifinais       | Semifinais |  |  | Final | Final | Final |  |
|  |                                 |                  |                                    |             |       |                    |                  |            |  |  |       |       |       |  |
|  | 7/11                            | Jeff Hardy       | Luta FMM                           |             |       |                    |                  |            |  |  |       |       |       |  |
|  | 7/11                            | Jeff Hardy       | Luta FMM                           |             |       |                    |                  |            |  |  |       |       |       |  |
|  | Impact Wrestling                | Chris Sabin      | 10:38                              |             |       |                    |                  |            |  |  |       |       |       |  |
|  | Impact Wrestling                | Chris Sabin      | 10:38                              |             | 05/12 | Jeff Hardy         | Luta de mesas    |            |  |  |       |       |       |  |
|  |                                 |                  |                                    |             | 05/12 | Jeff Hardy         | Luta de mesas    |            |  |  |       |       |       |  |
|  |                                 |                  | Impact Wrestling                   | Bobby Roode | 13:50 |                    |                  |            |  |  |       |       |       |  |
|  | 21/11                           | Bobby Roode      | Impact Wrestling                   | Bobby Roode | 13:50 | Luta Florida Death |                  |            |  |  |       |       |       |  |
|  | 21/11                           | Bobby Roode      |                                    |             |       |                    |                  |            |  |  |       |       |       |  |
|  | Impact Wrestling: Turning Point | James Storm      | 12:00                              |             |       |                    |                  |            |  |  |       |       |       |  |
|  | Impact Wrestling: Turning Point | James Storm      | 12:00                              |             | 19/12 | Jeff Hardy         | Luta "Dixieland" |            |  |  |       |       |       |  |
|  |                                 |                  |                                    |             |       |                    |                  |            |  |  |       |       |       |  |
|  |                                 |                  | Impact Wrestling: Final Resolution | Magnus      | 17:45 |                    |                  |            |  |  |       |       |       |  |
|  | 14/11                           | Kurt Angle       | Impact Wrestling: Final Resolution | Magnus      | 17:45 | Luta de submissão  |                  |            |  |  |       |       |       |  |
|  | 14/11                           | Kurt Angle       |                                    |             |       |                    |                  |            |  |  |       |       |       |  |
|  | Impact Wrestling                | Austin Aries     | 18:44                              |             |       |                    |                  |            |  |  |       |       |       |  |
|  | Impact Wrestling                | Austin Aries     | 18:44                              |             | 05/12 | Kurt Angle         | Luta LMS         |            |  |  |       |       |       |  |
|  |                                 |                  |                                    |             | 05/12 | Kurt Angle         | Luta LMS         |            |  |  |       |       |       |  |
|  |                                 |                  | Impact Wrestling                   | Magnus      | 15:26 |                    |                  |            |  |  |       |       |       |  |
|  | 21/11                           | Magnus           | Impact Wrestling                   | Magnus      | 15:26 | Luta FCA           |                  |            |  |  |       |       |       |  |
|  | 21/11                           | Magnus           |                                    |             |       |                    |                  |            |  |  |       |       |       |  |
|  | Impact Wrestling: Turning Point | Samoa Joe        | 11:18                              |             |       |                    |                  |            |  |  |       |       |       |  |